# 태풍 판폰 (2014년)
태풍 판폰 (Typhoon Phanfone) 은 2014년 제18호 태풍이다. 4등급의 슈퍼 태풍(SSHS)이다. 판폰은 라오스에서 제출한 이름으로 동물의 한 종류를 의미한다.

## 개요

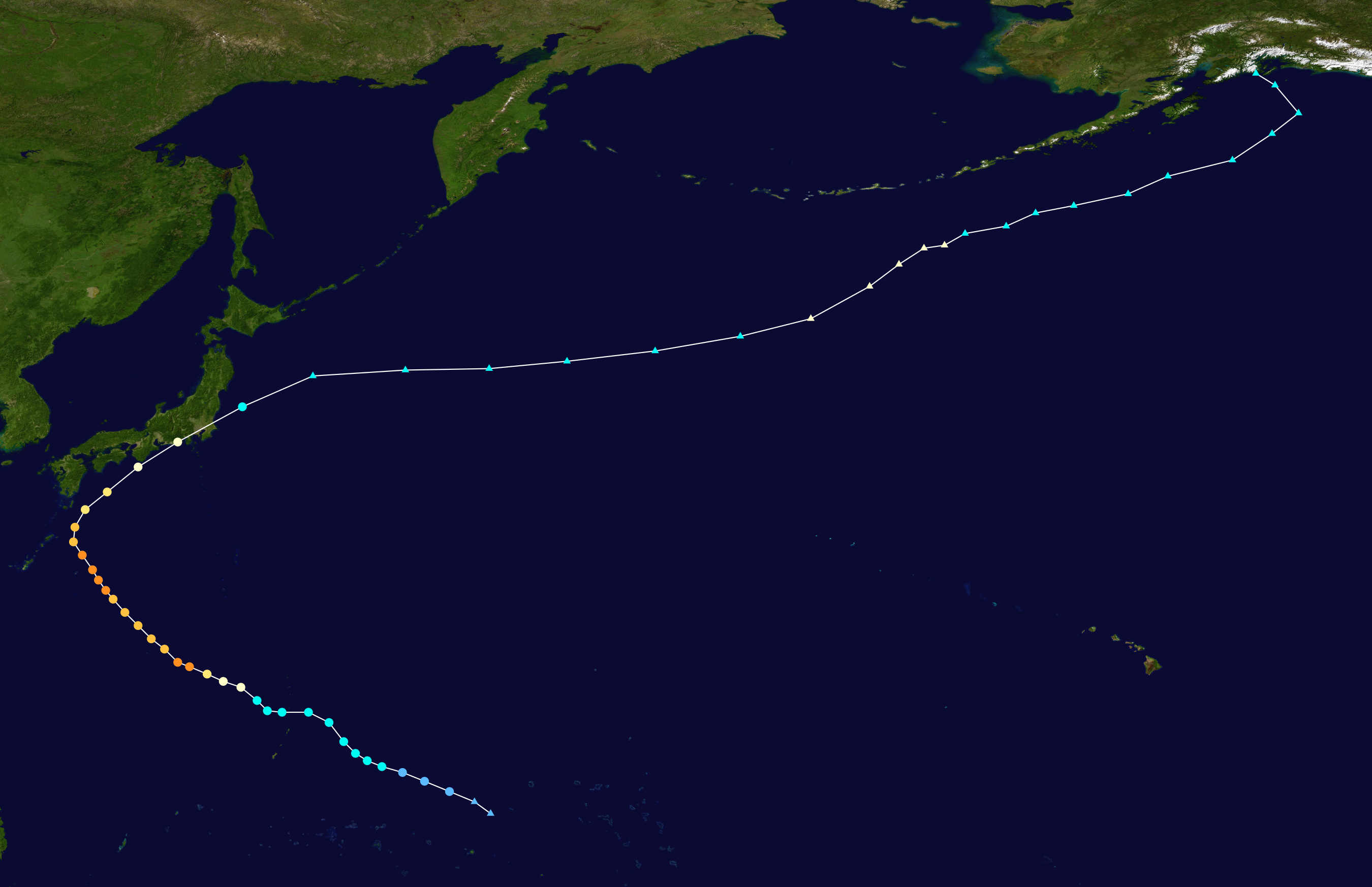
태풍 판폰의 이동 경로

제18호 태풍 판폰은 9월 29일 오후 3시에 중심기압 998hPa, 최대풍속 18m/s, 강풍 반경 330km, 크기 '중형'의 열대폭풍으로 미국 괌 동쪽 약 690km 부근 해상에서 발생하였다.(일본 기상청 태풍정보 기준) 발생 이후 서~서북서진하며 발달해서 10월 2일 오후 3시에 미국 괌 북서쪽 약 990km 부근 해상에서 중심기압 935hPa, 최대풍속 49m/s, 강풍 반경 700km(북쪽 반경)의 세력 '매우 강', 크기 '대형'(일본 기상청 태풍정보 기준)의 태풍으로 최성기를 맞이하였다. 최성기 이후 일본 오키나와에 근접하면서 서서히 북북동진을 시작하며 약화되기 시작했고, 10월 6일 오전 8시에 일본 시즈오카현 하마마쓰시 부근 육상에 중심기압 955hPa, 최대풍속 36m/s, 강풍 반경 600km(북쪽 반경)의 세력 '강', 크기 '대형'(일본 기상청 태풍정보 기준)의 태풍으로 상륙하였다. 10월 6일 오전 9시에 965hPa, 36m/s의 세력(일본 기상청 기준)으로 스루가만을 통과하였고, 오전 10시에 970hPa, 36m/s의 세력(일본 기상청 기준)으로 이즈반도를 관통, 오전 11시에 974hPa, 36m/s(일본 기상청 기준)의 세력으로 도쿄 만을 통과, 10월 6일 12시에 975hPa, 33m/s(일본 기상청 기준)의 세력으로 이바라키현 가시마시 북동쪽 해상에 진출하였다. 해상으로 다시 진출한 뒤 온대저기압화가 진행되었고, 10월 6일 오후 9시에 일본 센다이 동북동쪽 약 650km 부근 해상에서 중심기압 982hPa의 온대저기압으로 변질되었다.(한국 기상청 태풍정보 기준으로는 중심기압 985hPa)

## 영향 (일본)
6명이 사망했다.

## 같이 보기
- 2014년 태풍
- 태풍 봉퐁 (2014년)